# Heinz Scheinpflug
Heinz Scheinpflug (* 20. April 1924 in Weißensee; † 2008) war ein deutscher Politiker (SED). Er war von 1969 bis 1982 Oberbürgermeister der Stadt Erfurt.

## Leben
Scheinpflug, Sohn eines Arbeiters, erlernte nach dem Besuch der Grundschule bei der Firma Rheinmetall in Sömmerda den Beruf des Werkzeugmachers und arbeitete zunächst im Beruf. Während des Zweiten Weltkrieges wurde er 1942 zum Kriegsdienst in die Kriegsmarine eingezogen. Von April bis Mai 1945 war er in britischer Kriegsgefangenschaft.
Nach seiner Entlassung war er bis 1946 als Transportarbeiter in Kiel tätig. Nach seiner Rückkehr in die Heimat arbeitete er von 1946 bis 1949 als Werkzeugmacher im VEB Büromaschinenwerk Sömmerda. Er trat der FDJ und 1949 der SED bei. Er wurde 1950 hauptamtlicher Sekretär der FDJ-Grundorganisation im VEB Büromaschinenwerk Sömmerda. Von 1950 bis 1952 war er Bürgermeister der Stadt Weißensee, von 1952 bis 1955 Sekretär und von 1955 bis 1957 Vorsitzender des Rates des Kreises Sömmerda. Von 1957 bis 1958 studierte er an der Parteihochschule der KPdSU in Moskau. Anschließend fungierte er von 1958 bis 1961 als Stellvertreter des Vorsitzenden bzw. Sekretär des Rates des Bezirkes Erfurt. Von 1961 bis 1964 war er Vorsitzender des Rates des Kreises Worbis und von 1964 bis 1968 Erster Sekretär der SED-Kreisleitung Nordhausen. Vom 8. Januar 1968 bis 20. Oktober 1982 war er schließlich Oberbürgermeister der Stadt Erfurt. Er trat aus gesundheitlichen Gründen von diesem Amt zurück.
Am 19. März 1970 empfing Scheinpflug zusammen mit dem Vorsitzenden des Ministerrates Willi Stoph und Außenminister Otto Winzer den Bundeskanzler Willy Brandt zum ersten deutsch-deutschen Gipfeltreffen am Erfurter Bahnhof.

## Auszeichnungen
- Vaterländischer Verdienstorden in Silber (1974)
- Orden „Banner der Arbeit“ Stufe I (1979)